# 彩雲国物語 オリジナルサウンドトラック
『彩雲国物語 オリジナルサウンドトラック』（さいうんこくものがたり オリジナルサウンドトラック）は、テレビアニメ『彩雲国物語』のオリジナル・サウンドトラックシリーズ。2006年8月4日から2007年12月7日までにジェネオンエンタテインメントより発売されている。全3枚。

## リリース一覧

### 1
第1シリーズのオリジナル・サウンドトラック。
収録されている38曲のうち、主題歌を除く全34曲は梁邦彦が作曲を担当。また、平原綾香のオープニングテーマ『はじまりの風』のTVサイズ・バージョンとフル・バージョンを初収録。紅秀麗のVoiceメッセージのフル・バージョンとキャラクターソングにも収録。
CDジャケットには、秀麗、劉輝、静蘭、楸瑛と絳攸が描かれている。
1. はじまりの風（On Air Ver.） [1:33]
2. 彩雲国物語 Main Theme Full Version [3:12]
3. 憧憬 [1:10]
4. 秀麗－夢みる [1:27]
5. 勇気 [1:24]
6. 秀麗－歓び [2:01]
7. 劉輝ー愛 [1:14]
8. 感心 [1:01]
9. 唖然 [1:12]
10. 土汰罵足 Ethnic Version [2:49]
11. 希望 [1:23]
12. 追跡 [1:32]
13. 幻想 [1:22]
14. 丘の上、一輪の百合 [1:20]
15. 宴席 [1:05]
16. Theme of 秀麗（Full Version） [2:40]
17. 雨の宮廷、庭園 [1:11]
18. 迫り来る戦闘 [1:04]
19. 劉輝、ぬくもり [1:52]
20. 予告－迷える森 [1:54]
21. 夏の終わり [1:50]
22. 逆撫で [1:13]
23. 土汰罵足 Ac. Gt Version [1:24]
24. 郷愁 [1:15]
25. 男達のささやき [1:29]
26. 迷路 [1:14]
27. 別れ、そして [1:20]
28. 胡弓夜想曲 1 & 2 [3:01]
29. 友情 [1:32]
30. 土汰罵足 Piano Version [1:14]
31. 市場にて [1:06]
32. いらいら Electronica [1:28]
33. 土汰罵足 Synth Version [1:12]
34. 回想 [1:11]
35. 緊張 [1:06]
36. 輝いて [1:26]
37. 彩雲国物語 Main Theme Piano Version [2:16]
38. 花咲くように… [4:52]
歌：紅秀麗（CV：桑島法子）
作詞：こさかなおみ、作曲・編曲：渡辺剛

### 2
第2シリーズのオリジナル・サウンドトラック。
収録されている30曲のうち、主題歌を除く全28曲は梁邦彦が作曲を担当。また、タイナカサチのエンディングテーマ『最高の片想い』のTVサイズ・バージョンを初収録。劉輝のキャラクターソングにも収録。
CDジャケットには、秀麗、劉輝と静蘭が描かれている。
1. 彩雲国物語メインテーマ Orchestra Ver. [2:13]
2. 旅立ち、友との別れ [1:36]
3. 劉輝 [2:30]
4. 砂漠、果てしなく [1:46]
5. 後悔 [1:22]
6. 想い出 [1:22]
7. 安堵 [1:08]
8. 朔洵 [1:22]
9. 切迫-決戦 [1:24]
10. 星影に想う [1:31]
11. 王宮 [1:28]
12. 危機-迫る影 [1:25]
13. 涙のパバーヌ（Pavane） [1:51]
14. 輝いて… [1:34]
15. 懸念 [1:20]
16. 異変 [1:25]
17. 絆 [1:17]
18. 不思議、らせん [1:30]
19. Hara-Hara，Doki-Doki [1:30]
20. 決意-劉輝 [1:14]
21. 夢想 [1:19]
22. 嵐-つむじ風 [1:33]
23. 彷徨える心 [1:37]
24. 朔洵-野望 [1:27]
25. 遭遇-対決！ [1:25]
26. 星の願い事 [1:27]
27. 再会-友よ [1:32]
28. 砂漠、果てしなく-Reprise- [1:46]
29. 最高の片想い（On Air Ver.） [1:22]
30. 永遠の願い [5:09]
歌：紫劉輝（CV：関智一）
作詞：こさかなおみ、作曲：宮島律子、編曲：渡辺剛

### セカンドシリーズ
第1シリーズと第2シリーズのオリジナル・サウンドトラック。
収録されている23曲のうち、主題歌を除く全22曲は梁邦彦が作曲を担当。また、照屋実穂のエンディングテーマ『明日へ』のTVサイズ・バージョンを初収録。
CDジャケットには、秀麗、劉輝、静蘭、楸瑛と絳攸が描かれている。
1. 君を想う [2:44]
2. 友からの便り [1:26]
3. 雅なる宴 [1:23]
4. 珠翠-幻舞 [1:32]
5. 邪仙教 [1:40]
6. 影月 [1:46]
7. 永久の別れ [2:21]
8. 縹家 [2:04]
9. ほのかな恋 [2:08]
10. 望郷 [1:58]
11. タンタン [1:23]
12. 秀麗-晴れやかに [1:30]
13. 遥かなる想い-胡弓version [2:29]
14. 旺季-陰謀 [1:33]
15. ある晴れた空 [1:40]
16. 警戒 [1:25]
17. 典雅なる調べ [1:31]
18. 秀麗-溌剌と [1:51]
19. かなわぬ恋、とどかぬ想い [2:32]
20. 楸瑛-苦悩 [1:28]
21. 剣術 [1:26]
22. 遥か遠くへ [1:24]
23. 明日へ（On Air Ver.） [1:17]